# Argostemma callitrichum
Argostemma callitrichum är en måreväxtart som beskrevs av Theodoric Valeton. Argostemma callitrichum ingår i släktet Argostemma och familjen måreväxter. Inga underarter finns listade i Catalogue of Life.